# フラッシュ! イナズマン
「フラッシュ! イナズマン」は、ヒデ夕樹、水木一郎のシングル。1974年6月25日に日本コロムビアから発売された。型番はSCS-230。

## 解説
表題曲「フラッシュ! イナズマン」は、テレビドラマ（特撮番組）『イナズマンF』のオープニングテーマとして使用された。カップリングには、水木一郎が歌う同作エンディングテーマ「イナズマン・アクション」が収録されている。

## 収録曲
（全作曲・編曲：渡辺宙明）
1. フラッシュ! イナズマン
歌：ヒデ夕樹
作詞：八手三郎
  - 特撮テレビドラマ『イナズマンF』オープニングテーマ。
2. イナズマン・アクション
歌：水木一郎
作詞：石森章太郎
  - 特撮テレビドラマ『イナズマンF』エンディングテーマ。

## カバー
「アニメタル・マラソンII 特撮編」
アニメタルによる「フラッシュ! イナズマン」のカバーを収録。